# 出口麻綾
出口 麻綾（でぐち まあや、1983年4月28日 - ）は、テレビ西日本（TNC）のアナウンサー。

## 履歴
大阪府堺市出身。神戸女学院大学在籍時には、同期生の鎌田香奈（元チューリップテレビ）とともに大阪で放送局承認のアナウンス学校である生田教室でアナウンスを学んだ。現在でも親しいようであり、ブログに時々登場する。
2006年にTNCに入社。同期は牧尾結衣アナウンサー。2年目は報道担当としてニュース番組や報道特別番組に出演。一部のネット掲示板などでは、アナウンス能力や手嶋準一気象予報士との掛け合いを評価する声もあったが、番組のリニューアルに伴い同期の牧尾と交代した。
一方関西人であることから、関西の番組を好んで見ており、「アナウンサーにっき」では関西ローカル番組の公開収録に足繁く通っていた事、中でも『たかじん胸いっぱい』のファンである事や、関西テレビアナウンサーの藤本景子が目標である事を公言している。系列のドラマにも端役として出演しており、今後はバラエティ方面での起用も検討されている模様である。最近は携帯電話をスマートフォン(iPhone 4)に買い換えていた。
2012年12月10日放送の『タマリバ』内で結婚した事を発表。2014年9月上旬に第1子となる女児を産んだが、既に男児2人の母となっていた津野瀬果絵がサポートした。
2019年11月18日に、九州朝日放送で放送された『羽鳥×宮本 福岡好いとぉ』のゲストとして出演した指原莉乃の福岡で一番会いたい人として、『タマリバ』で共演した出口を指名したため、放送局の垣根を越えて出演した。この場面を収録するために、九州朝日放送の番組にもかかわらず、テレビ西日本の本社に赴いた。このときに、総務部に異動したことを報告した。
2021年9月1日、自身のブログで約7年ぶりにアナウンス部に戻ったことを発表。
2022年4月4日から、『報道ワイド 記者のチカラ』でメインキャスターを担当している。

## 担当番組

### 現在の担当番組
- 報道ワイド 記者のチカラ（2022年4月4日 - 、メインキャスター） [6]

### 過去の担当番組
- TNCスーパーニュース
  - 土曜版ニュースリード（2013年10月から2014年3月まで）
  - 2007年度はメインキャスターを担当。
- ももち浜ストア
  - 進行役（産休に入った津野瀬果絵に代わり、2009年3月2日から2012年3月末まで担当。「タマリバ」に移動するが、津野瀬の産休に伴い2014年1月より復帰。過去には水曜日のリポート（主に生中継）も担当していた。）
- 月刊TNC批評
- FNNスピーク エリアニュース（随時）
- おっ!?テレ西（出演頻度は稀）
- ぐるぐるアース（2008年度）
- TVホームドクター なるほど健康（2008年度）
- TNCニュース（随時、主に平日昼担当）
- 情報レシピ ニジ☆ゴジ（2007年度はニュース担当、2008年度は中継要員）
- てれビームTNC
- DREAM競馬日本ダービースペシャル（大谷真宏アナとともに生徒役。2008年6月1日未明）
- 女子アナあわー アナ♥てな、女子アナあわー deep
- タマリバ（MC）
- FNN九州・沖縄スーパーニューススペシャル2013 きざし～九州・沖縄 これからの課題と展望～（フジテレビアナウンサーの福原直英とともに司会、FNN九州・沖縄8局共同制作、2013年12月24日放送）
- ○○編集社
- GeeBee（ナレーションとして出演。）
- ももち浜S特報ライブ（ナレーション）
- FNN Live News days、FNN Live News it!（土曜・日曜担当、2021年9月-2022年3月）
- FNN九州・沖縄 報道スペシャル2021～九州・沖縄 激動の1年裏側に迫る～（フジテレビアナウンサーの伊藤利尋とともに司会、FNN九州・沖縄8局共同制作、2021年12月25日放送）
- FNN九州・沖縄報道スペシャル2022〜九州・沖縄激動の1年裏側に迫る〜（フジテレビアナウンサーの宮司愛海とともに司会、FNN九州・沖縄8局共同制作、2022年12月24日放送）
- FNN九州・沖縄報道スペシャル2023〜九州・沖縄激動の1年裏側に迫る〜（フジテレビアナウンサーの宮司愛海とともに司会、九州・沖縄8局共同制作、2023年12月23日放送）

### 女優
TNCエリアが舞台となるFNSのドラマに、端役で出演することがたまにある。
- 東京タワー 〜オカンとボクと、時々、オトン〜（初回。エキストラの一員としてキャバレーのホステスに扮した）
- 金曜プレステージ『浅見光彦シリーズ 耳なし芳一からの手紙』（2008年1月11日）